# Bercial
Bercial es un municipio de España, en la provincia de Segovia en el territorio de la Campiña Segoviana, comunidad autónoma de Castilla y León. Tiene una superficie de 20,83 km².

## Geografía

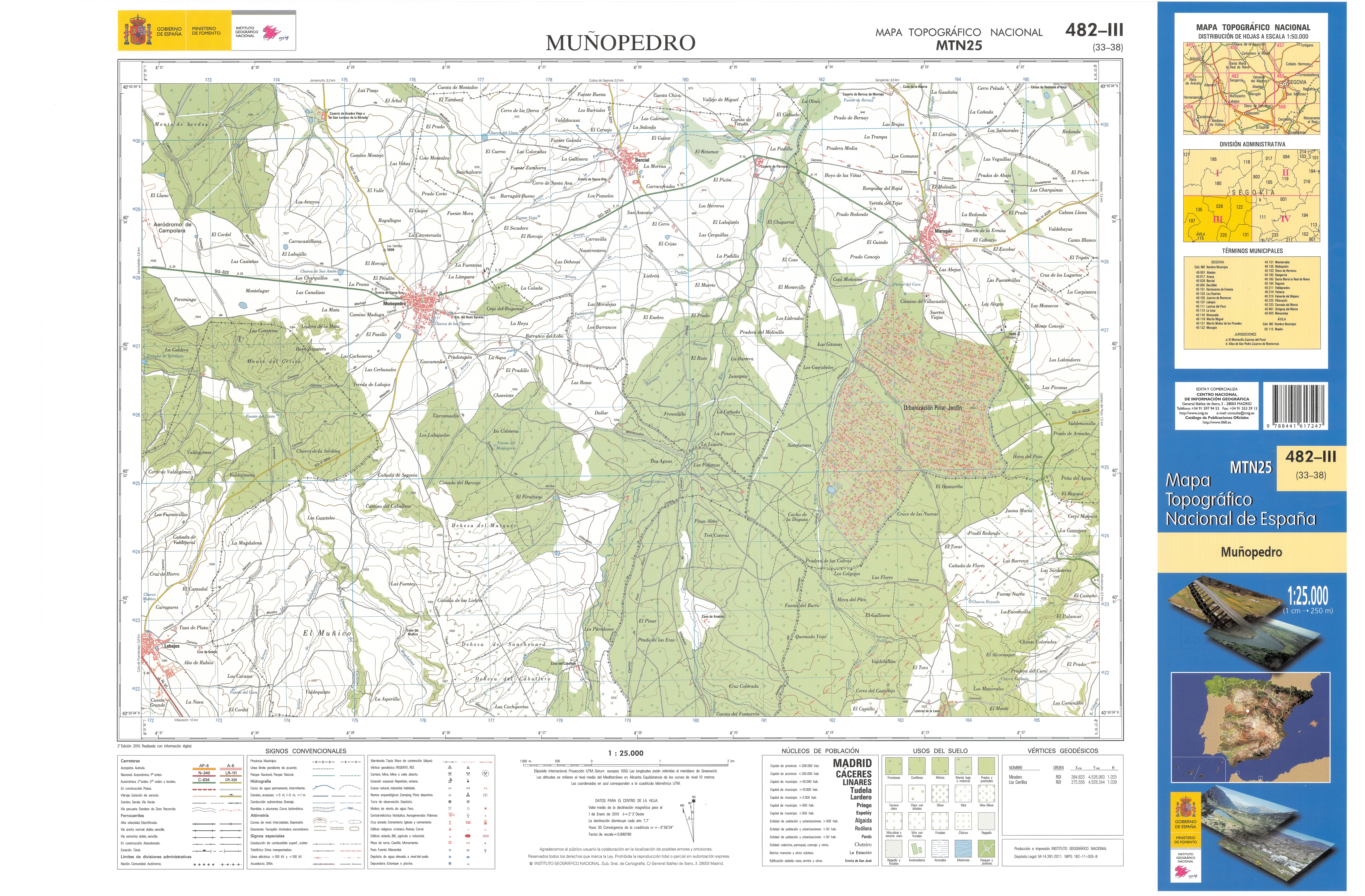
Fragmento de la hoja 482 del Mapa Topográfico Nacional de España de 2010 en el que se representa Bercial

| Noroeste: Sangarcía | Norte: Sangarcía | Noreste: Marugán |
| Oeste: Muñopedro    |                  | Este: Marugán    |
| Suroeste: Muñopedro | Sur: Muñopedro   | Sureste: Marugán |

## Historia
En el término municipal, dos kilómetros al este del núcleo urbano, se halla la Abadía de Santa María Real de Párraces. En 1835, con la desamortizazión de Mendizabal, el monasterio pasaría a convertirse en finca y residencia privada. 
Englobado en el Sexmo de la Trinidad de la Comunidad de ciudad y tierra de Segovia.

## Demografía
Cuenta con una población de 105 habitantes (INE 2024).
| Gráfica de evolución demográfica de Bercial entre 1842 y 2021                                                         |
| |
| Población de derecho según los censos de población del INE. Población de hecho según los censos de población del INE. |

## Administración y política

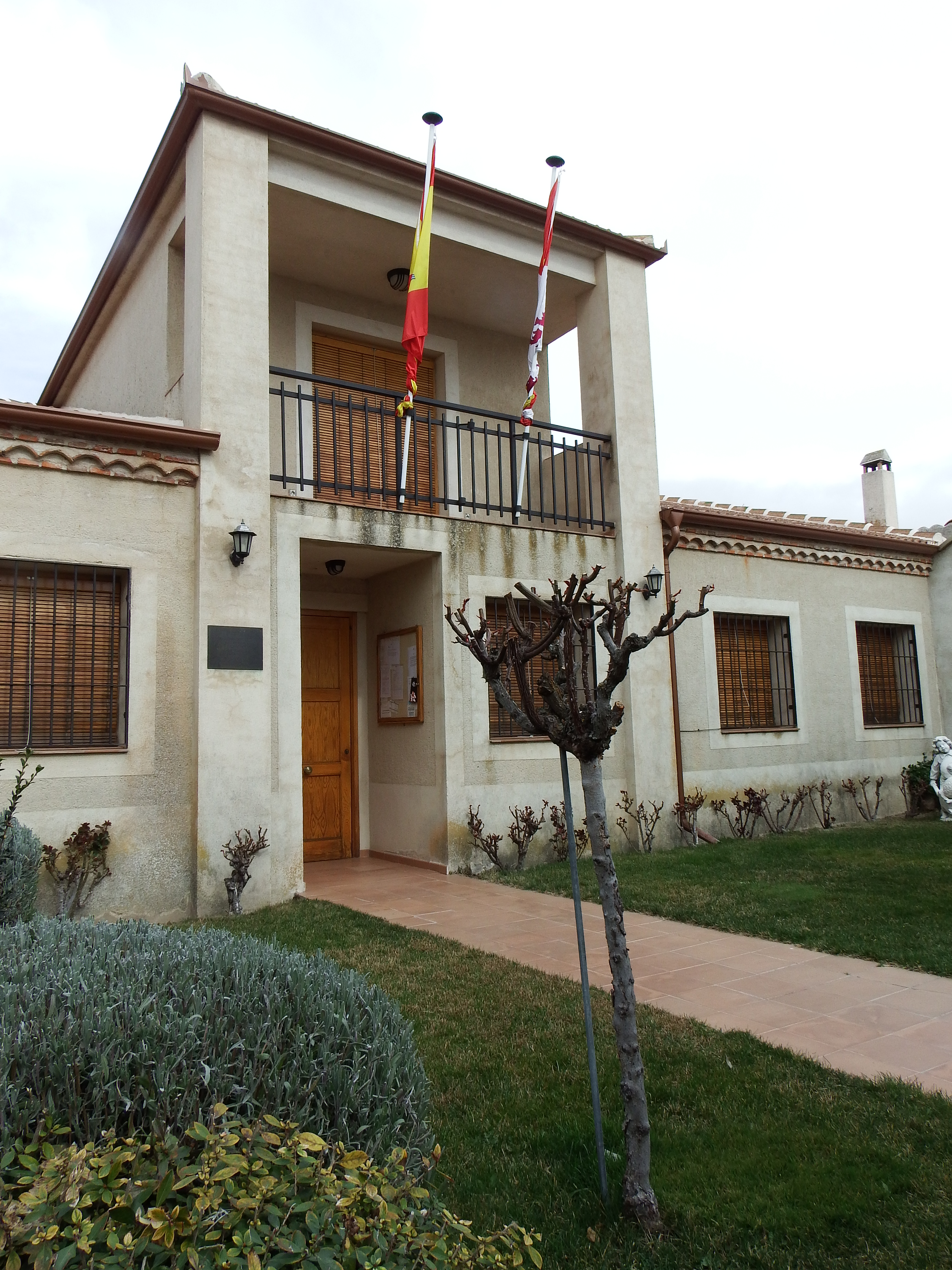
Casa consistorial

| Periodo   | Nombre                            | Partido   |
| --------- | --------------------------------- | --------- |
| 1979-1983 | Julián Anaya Rivilla              | UCD       |
| 1983-1987 | Julián Anaya Rivilla              | AP-PDP-UL |
| 1987-1991 | Julián Anaya Rivilla              | PDP       |
| 1991-1995 | Julián Anaya Rivilla              | PP        |
| 1995-1999 | Julián Anaya Rivilla              | PP        |
| 1999-2003 | Julián Anaya Rivilla              | PP        |
| 2003-2007 | Alberto Ignacio Herrero Fernández | PP        |
| 2007-2011 | Alberto Ignacio Herrero Fernández | PP        |
| 2011-2015 | Enrique Rivilla Anaya             | PP        |
| 2015-2019 | Miguel Ángel Rivilla García       | PP        |
| 2019-2023 | Miguel Ángel Rivilla García       | PP        |
| 2023-act. | Miguel Ángel Rivilla García       | PP        |

## Cultura

### Fiestas
- San Ildefonso: 23 de enero.
- San Juan y San Pablo: 23 y 24 de junio.
- Santa Ana: 25, 26 y 27 de julio, las fiestas principales.